# クロアチア人

旧ユーゴスラビアの民族分布（2008年）。ピンクがクロアチア人。

クロアチア人（クロアチアじん、クロアチア語:Hrvati）は、主としてバルカン半島北西部のクロアチア、ボスニア・ヘルツェゴビナに在住する南スラブ人。クロアチア語話者であり、主にカトリックを信仰する。
クロアチアのサヴァ川、ドラーヴァ川流域、それらの地域より南のダルマチア地方沿岸部に居住する。1991年当時のクロアチア共和国ではクロアチア人の人口はおよそ3,736,000人で総人口の78%を占めていた。ボスニア・ヘルツェゴヴィナには約760,000人のクロアチア人が住み、アメリカ、ドイツ、オーストラリア、カナダ、アルゼンチンなどの地域にクロアチア移民が生活している。

## 起源
クロアチア人がバルカン半島に移住する前、現在のクロアチア共和国に当たる地域には植民都市を建設したギリシア人、イリュリア人やケルト系の諸部族が居住していた。彼らはローマに征服されて淘汰されるが、後のクロアチア人の民族形成に影響を与えたとする学説も存在する。2世紀から3世紀にかけて黒海北岸からドン川下流域にかけて居住していたと考えられる民族ホロアートイは、クロアチア人がかつて自称として用いていた「フルヴェート」と関連付けられることもある。10世紀前半に『帝国の統治について（帝国統治論、De Administrando Imperio）』を著した東ローマ皇帝コンスタンティノス7世は、西ウクライナから東スロバキアにかけての地域に「白フルヴェート」が居住していたことを記録している。
クロアチア人は7世紀から8世紀にかけてバルカン半島北西部に移住するが、原住地や集団の分類についての定説は存在しない。東ローマ帝国の皇帝ヘラクレイオスがダルマチア地方の防備のためにバルカン半島北西部に移住させた民族だと言われている。
言語学・史料の記述を基にクロアチア人の起源をスラヴ人に結びつける説のほか、イラン系民族説、ゴート族説が挙げられている本来はコーカサス地方に居住していたイラン系のサルマート人がフン族によって圧迫され、ヨーロッパに移住する中でゴート人やスラヴ人を吸収するが、逆にスラヴ化されたという説が有力視されている。イラン系民族説ではクロアチア人はサルマート人と結び付けられることが多いが、クルド人との関係を探る試みもなされている。
バルカン半島独特のザドルガと呼ばれる家父長制による大家族共同体は、クロアチア人社会にも存在していた。

## 歴史
クロアチア人がバルカン半島に移住した7世紀から8世紀にかけてのクロアチアの歴史は、文献史料や考古学的史料の欠如のために不明な点が多い。クロアチア人は東ローマ帝国とフランク王国の影響下に置かれ、8世紀から9世紀末にかけてアドリア海沿岸部のダルマチアと内陸部のスラヴォニア（パンノニア）に二つのクロアチア人国家が形成された。ダルマチアに拠点を置くトルピミル1世は「クロアチア人の公」と呼ばれ、彼の子孫が君臨した王朝はトルピミロヴィチ朝と呼ばれるようになった。トルピミルの後継者の中には非トルピミロヴィチ家出身の人物と思われる人物がおり、そのうちの一人であるブラニミルはフランク王国からの独立を達成した人物と見なされている。
925年頃にダルマチアの公トミスラヴがクロアチア王として戴冠され、クロアチア王国が成立した。この時期のクロアチアは12世紀から20世紀にかけてクロアチアを支配した外国人の国家と対比して「民族王朝」と表現される。クロアチアはローマ・カトリックと東方正教会の両方の影響下に置かれていたが、9世紀から10世紀にかけてクロアチア人はカトリックを受容した。クロアチア王ドミタル・ズヴォニミル（在位：1075年 - 1089年）の死後、クロアチア王家と縁戚関係にあったハンガリー王国のアールパード家がクロアチアの内紛に介入し、1102年にハンガリー王カールマーンがクロアチア王として戴冠され、ハンガリー統治下のクロアチアとダルマチアには副王（総督、バン）が設置された。
16世紀前半にクロアチアはハプスブルク家が指導するハンガリーとオスマン帝国に分割される。オスマン帝国の統治下で大部分のクロアチア人はイスラム教に改宗し、イスタンブールの宮廷や軍隊で高い地位を得るものも現れた。オスマン帝国の支配を拒絶するクロアチア人は征服を免れた土地に逃れ、あるいはハイドゥクと呼ばれるオスマン帝国の支配に抵抗する義賊として活動した。ハンガリーの支配下に置かれた地域では封建制に基づく支配が布かれており、農民の蜂起が頻発していた。一方でハプスブルク家の統治を通してラテン文化、ローマ・カトリック文化がクロアチアに影響を及ぼし、ラテン文字の普及が進展した。
1664年のヴァシュヴァールの講和でハプスブルク家がオスマン帝国に多くのクロアチア領を割譲したことに不満を抱いた総督ペータル・ズリンスキはハプスブルク家に対する反乱を企てたが、ズリンスキの計画は露見し、1671年に処刑される。17世紀オスマン帝国の衰退期には、クロアチア人の在住地はヴェネツィア共和国・オスマン帝国・オーストリア帝国の3勢力に分断された。
1809年のヴァグラムの戦いでオーストリアに勝利したフランスはサヴァ川以南のクロアチアを獲得し、イリュリア州が設置される。1809年から1813年にかけて存続したイリュリア州は、クロアチアの枠を超える南スラヴ人の統合運動に刺激を与えた。イリュリア州では土地の言語による教育が奨励され、初等教育にクロアチア語が使われた。1812年にはシメ・スタルチェヴィチによって最初のクロアチア語の文法書である『新イリュリア語』が刊行された。イリュリア州の設置によって南スラヴの統一が進展した反面、オーストリアとフランスによって分断されたクロアチア人は互いに戦うことを余儀なくされる
。
1830年代から1840年代にかけてクロアチアを中心に展開された、イリュリア運動と呼ばれる南スラヴ民族の統合を訴える文化・政治的な運動は、クロアチア民族再生の一部を構成している。1835年にイリュリア運動の指導者であるリュデヴィト・ガイによってクロアチア語による本格的な新聞と雑誌が刊行され、住民からの反響があったものの、定期購読者の数は少なかった。後期のイリュリア運動はクロアチア人を中心とする大クロアチア主義に変質し、セルビア人、ブルガリア人からは支持されず、クロアチア内でもダルマチアやイストリアのように独立性が高い地方ではイリュリア運動の影響は限定されていた。しかし、イリュリア運動はクロアチアで近代市民社会が備えている諸制度や組織の創始を促進し、言語・文化的共通点に基づいた「クロアチア人」としての国民意識を
住民に抱かせる嚆矢となる。
1848年から1849年のハンガリー革命を鎮圧したヨシプ・イェラチッチはクロアチア、スラヴォニア、ダルマチアを統合する王国を樹立する。1848年3月25日にザグレブで開催された民族会議で、クロアチア・ナショナリズムの根幹となる「民族の要求」が採択され、同時にイェラチッチがクロアチア総督に選出される。イェラチッチはハンガリーからの自立を試み、コッシュートが樹立した革命政権を打倒する。
イェラチッチ、ズリンスキが抵抗した勢力はそれぞれ異なり、彼らが守り抜こうとした政体は現在のクロアチア国家に直結するものではなかったが、彼らはともにクロアチア民族の英雄として敬意を払われている。1870年代かにカトリックと東方正教の信仰の違いを超えて南スラヴ人による統一国家の建設を望むユーゴスラヴィア主義が高まりを見せるようになる。19世紀以降には南北アメリカやオーストラリアにクロアチア人の居住地が形成された。19世紀からクロアチア人コミュニティのほとんどがオーストリア帝国（1867年からオーストリア・ハンガリー帝国）の領域に入ったが第一次世界大戦でオーストリアが敗北したためクロアチア人コミュニティはすべてセルビア（ユーゴスラビア）領となる。第一次世界大戦後に建設されたユーゴスラヴィア国家では、クロアチア人は国家が推進するセルビア中心主義に強く反発した。
クロアチアはドイツと関係を強くして、1941年クロアチア人の多く在住する地域を中心にクロアチア独立国を形成する。だがクロアチア独立国は事実上ナチスの傀儡国家であったので、ユーゴスラビア共産主義者同盟のヨシップ・ブロズ・チトーにより独立を取り消されクロアチアはユーゴスラビアに復帰する。チトーは祖国解放の功績からクロアチア人のみならずセルビア人などユーゴスラビア国内の他民族からも尊敬を集めた。第二次世界大戦終戦直後、1960年代のクロアチアでは政治的・経済的な理由のため、ドイツ、オーストリア、スイスなどのヨーロッパの他国への移住が活発化した。
連邦制を採用していたユーゴスラビアの崩壊を経て1991年にクロアチアは独立する。長期にわたる戦闘の末独立を勝ち取ったが、ボスニア・ヘルツェゴビナとの国境付近に存在するセルビア人コミュニティが無視できず、ユーゴスラビア連邦軍との戦闘が終結したあとも小規模な戦闘が1995年まで続いた。このとき多数のセルビア人がクロアチアを追われてセルビアなどに移住したので、現在クロアチア国内におけるクロアチア人の人口比率は独立直後に比べて高くなっている。

## セルビア人との関係
19世紀のイリュリア運動から発した大クロアチア主義は、クロアチア人の民族感情の一部に残り、クロアチアに住むセルビア人への迫害、大セルビア主義との衝突という形をとって現れることもあった。第二次世界大戦前には歴史的に反目しあうクロアチア人とセルビア人を中央集権制によってまとめる試みがなされたが、失敗に終わった。行き過ぎたクロアチア人の独立精神と愛国心は、時に極端な形を取ってセルビア人に対する強い拒否感を示すことがある。
カトリック信仰を受容し、ラテン語を用いるクロアチア人は、東方正教を信仰してキリル文字を用いるセルビア人と対比されるが、クロアチア語の表記にあたっては長らくラテン文字とともにグラゴル文字、キリル文字が併用されていた。

## 地域性
クロアチア人の伝統文化と産業はクロアチア北部の平原地帯（スラヴォニア）、ザグレブを中心とする内陸部の山岳地帯、ダルマチア沿岸部の三地域に分類できる。スラヴォニアでは土壌を生かした農耕牧畜、山岳地域では季節に応じた移牧、ダルマチアではオリーブなどの果実の栽培や漁業が営まれている。地域性は居住する人間の気質にも結び付けられており、イタリア文化の影響が濃いダルマチア人は陽気で大雑把、スラヴォニア人と山地の人間は保守的で堅実な性格だといわれている。衣服の素材にも地域性が現れており、平原部は亜麻、リネン、木綿、山岳部は動物の毛や毛皮、外部との交流が活発なダルマチアではレースや鮮やかな色彩の布地といった装飾性の高い衣服が着られていた。